# Maasberg (heuvel)
De Maasberg is een heuvel in het Zuid-Limburgse Heuvelland en tevens de naam van een straat in Elsloo in de Nederlands-Limburgse gemeente Stein.

## Erfgoed
De Maasberg is onderdeel van het Rijksbeschermd gezicht Elsloo. Aan de Maasberg liggen enkele rijksmonumenten. Aan de voet van de helling ligt Kasteel Elsloo. De straat is geplaveid met kasseien.

## Wielrennen

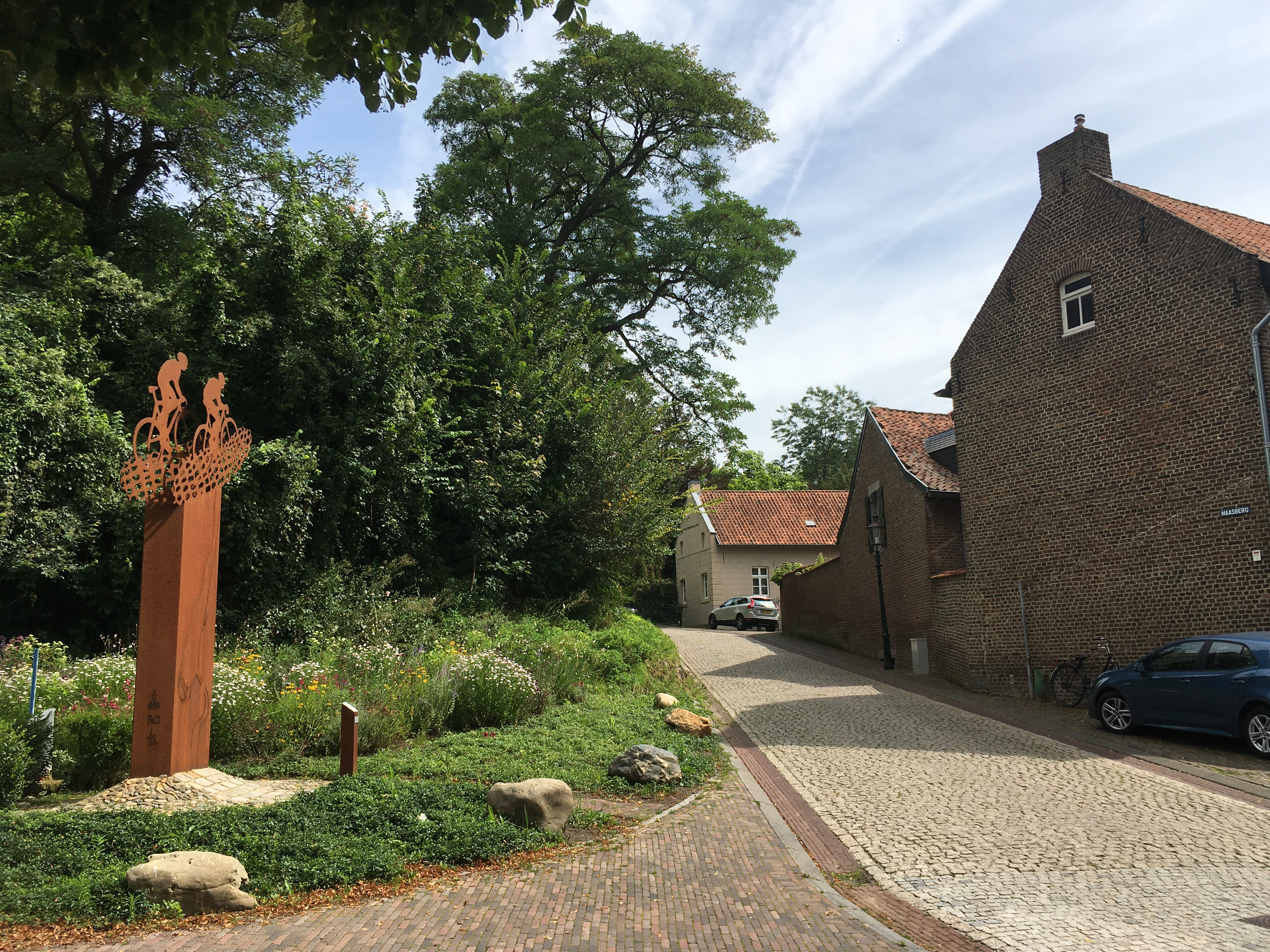
Wielermonument onder aan de Maasberg

De helling is in het verleden meermaals opgenomen in de wielerklassieker Amstel Gold Race, als eerste klim na de start in Maastricht. Sinds de Amstel Gold Race 2013 werd de Maasberg geschrapt. In plaats daarvan werd de iets zuidelijker gelegen Slingerberg als eerste helling bedwongen. Maar in de Amstel Gold Race edities van 2023, 2024 en 2025 is de Maasberg weer opgenomen in het parcours. 
Tevens wordt de beklimming ook regelmatig opgenomen in andere koersen zoals de Ronde van Limburg, de Omloop van de Maasvallei en de Ton Dolmans Trofee.
Op 15 september 2019 werd aan de voet van de Maasberg een wielermonument van kunstenares José Fijnaut uit Elsloo onthuld dat de wielrenners uit de gemeente Stein eert, zoals: Sjefke Janssen, Jan Nolten, René Lotz, Arie den Hartog, Jan Tummers, de broers John en Wim Schepers en de broers Henk, Leo en Harrie Steevens. De laatste was aanwezig bij de onthulling, samen met wethouder Gina van Mulken.